# Stephanopoides
Stephanopoides is een geslacht van spinnen uit de  familie van de Thomisidae (krabspinnen).

## Soorten
- Stephanopoides brasiliana Keyserling, 1880
- Stephanopoides sexmaculata Mello-Leitão, 1929
- Stephanopoides simoni Keyserling, 1880